# Lake Alpine (meer)
Lake Alpine is een klein stuwmeer in de Sierra Nevada in Alpine County (Californië). Het is gevormd door de Alpine Dam op de Silver Creek, een zijriviertje van de North Fork Stanislaus River. Het meertje ligt ten oosten van het wintersportgebied Bear Valley op een hoogte van 2227 meter boven het zeeniveau. State Route 4 passeert langs de noordelijk oever van Lake Alpine tussen Bear Valley en de Pacific Grade Summit. Op de noordelijke oever is er tevens een gehucht dat Lake Alpine heet en in het noordwesten ligt de Lake Alpine Campground. In de zomer vaart men erop en wandelt men in de buurt, terwijl er in de winter onder andere geskied wordt.